# U-A (1938)
U-A, U A – niemiecki okręt podwodny z okresu II wojny światowej; jeden z grupy „obcych U-Bootów” – okrętów podwodnych przejętych przez niemiecką marynarkę wojenną, a wcześniej należących do flot innych państw.

## Historia i służba
Turecka marynarka wojenna przed wybuchem wojny zamówiła w Niemczech cztery okręty podwodne określane jako typ Ay. Konstrukcyjnie były one zbliżone do U-Bootów typu IX, ale uwzględniono dodatkowe wymagania odbiorcy. Pierwsza z jednostek o nazwie „Saldıray” dostarczona została Turcji w czerwcu 1939 roku, druga – „Batiray” w związku z wybuchem wojny została zarekwirowana przez Kriegsmarine (dwie pozostałe: „Atılay” i „Yıldıray” budowane były w stoczniach tureckich przy udziale niemieckich specjalistów).
„Batiray” został włączony do niemieckiej marynarki wojennej pod oznaczeniem U-A pod koniec września 1939 roku. Służył w 7. Flotylli U-Bootów jako jednostka bojowa; od kwietnia 1941 roku w 2. Flotylli, w grudniu tegoż roku powrócił do 7. Flotylli.
Swoje pierwsze zadanie U-A pod dowództwem kmdr. ppor. Hansa Cohausza odbył w dniach 27 kwietnia – 9 maja 1940 roku, przeprowadzając misję zaopatrzeniową dla walczących w Norwegii wojsk niemieckich (przewóz benzyny lotniczej do Trondheim). Dużym sukcesem zakończył się drugi, ponaddwumiesięczny (82 dni: 7 czerwca – 28 sierpnia 1940 roku) patrol bojowy, który zaczął się od zatopienia krążownika pomocniczego HMS „Andania” (13 950 BRT) 16 czerwca 1940 roku na północny zachód od Wysp Owczych w pozycji 62°36′00″N 15°09′00″W/62,600000 -15,150000. Następnie okręt skierowano ku wybrzeżom Afryki Zachodniej, gdzie zatopił jeszcze 6 statków – m.in. 26 czerwca na wysokości Gibraltaru norweski motorowiec „Crux” (3828 BRT); 14 lipca w pozycji 15°22′00″N 26°28′00″W/15,366667 -26,466667 norweski zbiornikowiec „Sarita” (5824 BRT) i 3 sierpnia w pozycji 11°20′00″N 21°00′00″W/11,333333 -21,000000 neutralny jugosłowiański „Rad” (4201 BRT), pobierając w międzyczasie paliwo, żywność i torpedy z niemieckiego rajdera „Pinguin”. Łącznie zatopiony tonaż wyniósł 40 706 BRT.
Po tym długotrwałym rejsie okręt poddano modernizacji i na trzeci patrol wypłynął dopiero 27 lutego 1941 roku, pod dowództwem Hansa Eckermanna. 8 marca U-A atakował konwój OB-293 (wspólnie z U-37, U-47, U-70 i U-99), uszkadzając lekko brytyjski frachtowiec „Dunaff Head” (5300 BRT). Wkrótce potem został zaatakowany bombami głębinowymi przez eskortujący konwój niszczyciel HMS „Wolverine” i doznał uszkodzeń, co spowodowało konieczność przerwania patrolu i powrotu do Lorient 18 marca 1941 roku (przez lata uważano, że ofiarą tego ataku padł U-47 Günthera Priena).
Na kolejny patrol na Południowy Atlantyk okręt wyruszył 14 kwietnia 1941 roku, jednak z powodu awarii bez żadnych sukcesów U-A powrócił do bazy już 26 kwietnia. Pech prześladował okręt również na piątym (16 maja – 30 sierpnia 1941 roku) – nie zatopiono żadnego statku przeciwnika.
Podczas szóstego patrolu (23 października – 24 grudnia 1941 roku), w dniu 1 grudnia U-A (nadal pod dowództwem Hansa Eckermana) został wraz z U-68 zaskoczony podczas pobierania paliwa z niemieckiego statku zaopatrzeniowego „Python” przez brytyjski ciężki krążownik HMS „Dorsetshire”. Oba okręty podwodne zanurzyły się i próbowały zaatakować krążownik (U-A wystrzelił aż 5 torped, nie uzyskując jednak żadnego trafienia), a po jego odpłynięciu wzięły udział w ratowaniu rozbitków z zatopionego zaopatrzeniowca (414 osób). Każdy z U-Bootów wziął na pokład po 100 marynarzy, a resztę holowano w 10 łodziach ratunkowych do odległej o 5000 km Francji. Po przybyciu w rejon katastrofy kolejnych U-Bootów (U-124 i U-129) przenieśli się na nie rozbitkowie z łodzi i 4 okręty w położeniu nawodnym mogły płynąć nieco szybciej. Między 16 a 18 grudnia w okolicach Wysp Zielonego Przylądka do armady dołączyły 4 włoskie okręty podwodne, dostarczając zaopatrzenie U-Bootom i przejmując 260 rozbitków, co dało możliwość zanurzenia się w razie niebezpieczeństwa. Ta jedna z najciekawszych akcji ratowniczych przeprowadzonych przez okręty podwodne podczas II wojny światowej zakończyła się wielkim sukcesem Niemców – nie zginął żaden z 414 rozbitków.
Na przełomie 1941 i 1942 roku rozpoczęto przebudowę okrętu na prowizoryczny podwodny zbiornikowiec, w związku z odczuwalnym brakiem okrętów tego typu. W takim charakterze w wiosną 1942 roku (14 marca – 24 kwietnia) okręt ten wziął udział (wraz z U-459 – pierwszym specjalnie skonstruowanym podwodnym zaopatrzeniowcem typu XIV) w ataku U-Bootów na żeglugę Sprzymierzonych u wschodnich wybrzeży USA (znów pod dowództwem Hansa Cohausza), zaopatrując w paliwo mające niewystarczający zasięg okręty typu VII.
W sierpniu 1942 roku został wycofany ze służby bojowej (dowódcą był wówczas Friedrich Schäfer), od tego czasu służył w różnych flotyllach jako jednostka doświadczalna i szkolna, a 15 marca 1943 roku przeniesiono go do rezerwy.
U-A podczas służby odbył łącznie 9 patroli bojowych, podczas których zatopił 7 jednostek przeciwnika o łącznej pojemności 40 706 BRT (wszystkie podczas drugiego patrolu); dodatkowo uszkodził jeden statek (7524 BRT).
U-A został zatopiony przez załogę 3 maja 1945 roku w Kilonii. Wrak został później złomowany.